# Tephrosia oligophylla
Tephrosia oligophylla är en ärtväxtart som beskrevs av George Bentham. Tephrosia oligophylla ingår i släktet Tephrosia och familjen ärtväxter. Inga underarter finns listade i Catalogue of Life.